# علي يار
علي يار هي قرية في مقاطعة ورزقان، إيران. عدد سكان هذه القرية هو 182 في سنة 2006.